# Tsuyoshi Tomii
Tsuyoshi Tomii (jap. 富井 剛志 Tomii Tsuyoshi; ur. 3 sierpnia 1971 w Nozawa Onsen) – japoński narciarz alpejski, dwukrotny olimpijczyk. Specjalizował się w konkurencjach szybkościowych.

## Kariera
Tomii w Pucharze Świata zadebiutował 5 grudnia 1992 podczas supergigantu we francuskim Val d’Isère. Zajął tam 56. miejsce. W zawodach pucharowych startował jeszcze kilkunastokrotnie, lecz ani razu nie udało mu się zdobyć pucharowych punktów.
Startował na Zimowych Igrzyskach Olimpijskich 1992 w Albertville oraz na Zimowych Igrzyskach Olimpijskich 1998 w Nagano. Najlepszy rezultat osiągnął na igrzyskach w swojej ojczyźnie, gdzie w zjeździe zajął 17. pozycję. Startował także dwukrotnie na mistrzostwach świata, lecz jednak bez większych sukcesów.

## Osiągnięcia

### Igrzyska olimpijskie
| Miejsce | Dzień     | Rok  | Miejscowość | Konkurencja | Czas biegu  | Strata  | Zwycięzca           |
| ------- | --------- | ---- | ----------- | ----------- | ----------- | ------- | ------------------- |
| 25.     | 9 lutego  | 1992 | Albertville | Zjazd       | 1:54,23 min | +3,86 s | Patrick Ortlieb     |
| DNF1    | 16 lutego | 1992 | Albertville | Supergigant | -           | -       | Kjetil André Aamodt |
| DNF2    | 18 lutego | 1992 | Albertville | Gigant      | -           | -       | Alberto Tomba       |
| 17.     | 13 lutego | 1998 | Nagano      | Zjazd       | 1:52,62 min | +2,51 s | Jean-Luc Crétier    |
| 24.     | 16 lutego | 1998 | Nagano      | Supergigant | 1:37,86 min | +3,04 s | Hermann Maier       |

### Mistrzostwa świata
| Miejsce | Dzień     | Rok  | Miejscowość | Konkurencja | Czas biegu  | Strata  | Zwycięzca    |
| ------- | --------- | ---- | ----------- | ----------- | ----------- | ------- | ------------ |
| 34.     | 11 lutego | 1993 | Morioka     | Zjazd       | 1:35,51 min | +3,45 s | Urs Lehmann  |
| 44.     | 3 lutego  | 1997 | Sestriere   | Supergigant | 1:34,32 min | +4,64 s | Atle Skårdal |
| 33.     | 8 lutego  | 1997 | Sestriere   | Zjazd       | 1:54,99 min | +3,88 s | Bruno Kernen |